# Păstrăv

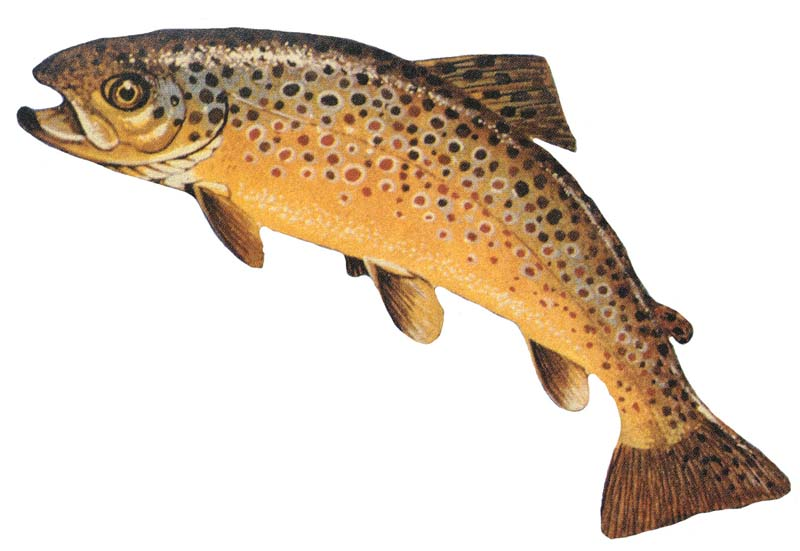

Păstrăvul (Salmo trutta) este o specie de pește care trăiește în special în apele de munte, ape cu temperatură relativ scăzută și în timpul verii, dar poate fi găsit și în zonele mai joase, submontane și de deal, cu condiția ca apele să fie puternic oxigenate.
Poate fi găsit și la altitudini de 250–300 m, însă principalul său habitat îl reprezintă apele de la altitudini de peste 1000 m.
Atinge 25–30 cm lungime și 0,8-1,6 kg greutate, ajungând excepțional la 50–90 cm lungime și 15 kg greutate. În România cele mai mari exemplare, pescuite în lacul Bicaz, cântăresc în jur de 6 kg. Are spatele cenușiu-albăstrui sau verzui întunecat cu flancurile argintii și abdomenul albicios. Se remarcă numeroase pete negre pe corp, dorsală și caudală, lipsa petelor roșii și existența unei dungi multicolore în lungul liniei laterale, care lucește în culorile curcubeului de unde și denumirea.
Boiștea are loc în lunile octombrie-decembrie, când se depun circa 1000 icre/kg, corp din care vor ieși în primăvară alevinii. Rata de supraviețuire este extrem de mică, din cele 1000 icre ajungând maturi și la rândul lor reproducători doar 1-3 păstrăvi, motiv pentru care nu se poate vorbi de o populare excesivă a vreunui râu cu această specie de pești.
Pescuitul este permis cu undița, între 1 iunie și 31 decembrie. Dimensiunea minimă admisă la pescuit este 20 cm. Se pescuiește ușor deoarece este foarte lacom. Pescuitul se practică de pe mal, iar numărul exemplarelor prinse este limitat la 10.